# Mugeni
Mugeni là một xã thuộc hạt Harghita, România. Dân số thời điểm năm 2002 là 5869 người.